# Studio 666
Studio 666 ist eine US-amerikanische Horrorkomödie von BJ McDonnell aus dem Jahr 2022. Der Film basiert auf einer Story von Dave Grohl und handelt von seiner Band Foo Fighters, die für die Arbeiten an ihrem neuen Album ein Spukhaus besuchen. Der Film enthält zahlreiche Splattereffekte.

## Handlung
1993 in Encino wird die Schlagzeugerin Skye Willow von der legendären Heavy-Metal-Band Dream Widow von ihrem Sänger Greg Nole erschlagen. Dieser hatte auch weitere Bandmitglieder getötet und erhängt sich anschließend.
2019 bei einem Bandmeeting mit den Offiziellen der Plattenfirma werden die Foo Fighters (Dave Grohl, Taylor Hawkins, Rami Jaffee, Nate Mendel, Chris Shiflett und Pat Smear) von ihrem Manager Jeremy Shill unter Druck gesetzt, endlich ihr nächstes Album aufzunehmen. Doch Grohl leidet unter einer Schreibblockade. So beschließen sie, in einer alten Villa in Encino aufzunehmen, wo sich bereits Dream Widow niedergelassen haben. Die Gruppe ist beeindruckt vom Klang des Anwesens und beschließt dort einzuziehen. Bei der Einrichtung der Studioräume wird ihr Tech-Roadie Krug von einem Stromschlag getötet. Doch davon unbeirrt, hält vor allem Grohl weiter an den Plänen fest. Die Band beschließt, ihm das Album zu widmen. Auch die mysteriöse Nachbarin Samantha kann die Band nicht davon abhalten, das Album aufzunehmen.
Als Grohl durch das Anwesen streift, entdeckt er einen mysteriösen Kellerraum, in dem sich offensichtlich satanistische und okkulte Objekte befinden. Er findet dort auch ein altes Demotape mit einem unvollendeten Track von Dream Widow. Beim Anhören wird Grohl besessen. Er beginnt mit den Foo Fighters den Song immer und immer wieder zu spielen, bis er auf mehr als 20 Minuten angewachsen ist. Als sich um das Haus die Todesfälle häufen, hört die Band auf die Warnungen von Samantha.
Es ist Grohl, von einem Dämonen besessen, der für die Todesfälle verantwortlich ist und nun auch die anderen Bandmitglieder zu ermorden beginnt, wenn ihre Rolle beim Song zu Ende ist. Am Ende überleben nur Nate Mendel und Patt Smear, denen es gelingt, Grohl aus seiner Besessenheit zu befreien. Die Geister von Dream Widow erscheinen und schicken den Dämon in die Hölle.
Als die Bandmitglieder zusammen aus der Villa fliehen, laufen sie in die Arme Jeremy Shills und der Gebäudeverwalterin Barb Weems, die das Ganze eingefädelt haben. Bei dem Versuch, mit dem Bandmobil zu fliehen, sterben Mendel, Smear und Barb. Grohl stürzt sich auf Jeremy, doch dieser kann ihn vom kommenden Erfolg seines Soloalbums mit dem Dream-Widow-Song überzeugen. Kurz darauf geht Grohl auf Solotour. Seine Augen leuchten vor dem ersten Auftritt dämonisch auf.

## Hintergrund
Die Foo Fighters drehten den Film im Geheimen. Dave Grohl hatte die Idee zu dem Film und fand mit BJ McDonnell (Hatchet III, Slayer: The Repentless Killogy) einen geeigneten Regisseur. Tatsächlich fanden die Dreharbeiten zu dem Film in dem Haus statt, in dem die Foo Fighters ihr 2021er Album Medicine at Midnight aufgenommen hatten. Die Dreharbeiten 2020 waren fast beendet, als die COVID-19-Pandemie in den Vereinigten Staaten dafür sorgte, dass die Produktion gestoppt werden musste. Die restlichen Szenen wurden daher in Los Angeles nachgedreht, als es wieder möglich war zu drehen.
Den instrumentalen Titelsong schrieb John Carpenter, der in dem Film auch als Tontechniker zu sehen ist. Daneben sind auch Gaststars wie Lionel Richie und Kerry King (Slayer) zu sehen. Der Film enthält außerdem Anspielungen auf Horrorfilme wie Freitag der 13., Shining, Brennende Rache und Der Exorzist.
Am 25. März 2022 veröffentlichte Dave Grohl ein Album der fiktiven Heavy-Metal-Band Dream Widow mit acht Songs. Am gleichen Tag verstarb Taylor Hawkins, was der Veröffentlichung eine bittere Note verleiht.

## Synchronisation
Die deutsche Synchronbearbeitung entstand 2022 nach dem Dialogbuch und unter der Dialogregie von Peter Baatz-Mechler bei der       Iyuno-SDI Group Germany in Berlin.
| Darsteller       | Rolle                    | Synchronsprecher   |
| ---------------- | ------------------------ | ------------------ |
| Dave Grohl       | Dave Grohl               | Julien Haggège     |
| Leslie Grossman  | Barb Weems               | Marieke Oeffinger  |
| Chris Shiflett   | Chris Shiflett           | Dennis Schmidt-Foß |
| Marti Matulis    | Hausmeister              | Stefan Bräuler     |
| John Carpenter   | Studiotechniker          | Michael Tietz      |
| Jeff Garlin      | Jeremy Shill             | Erich Räuker       |
| Kerry King       | Krug                     | Bernd Egger        |
| Will Forte       | Lieferant                | Marius Clarén      |
| Nate Mendel      | Nate Mendel              | Florian Halm       |
| Pat Smear        | Pat Smear                | Bernhard Völger    |
| Rami Jaffee      | Rami Jaffee              | Rainer Fritzsche   |
| Whitney Cummings | Samantha                 | Julia Kaufmann     |
| Jenna Ortega     | Skye Willow              | Samina König       |
| Taylor Hawkins   | Taylor Hawkins           | Tobias Schmitz     |
| Jason Trost      | Techniker                | Stefan Bräuler     |
| Jimmi Simpson    | Typ am Veranstaltungsort | Tino Mewes         |

## Veröffentlichung
Die Rechte am Film wurden von Open Road Films aufgekauft. Der Film kam am 25. Februar 2022 in die Kinos und wurde in den Vereinigten Staaten in mehr als 2000 Sälen gezeigt. In Deutschland startete der Film ebenfalls an diesem Datum. Der Film wurde von der FSK ab 16 Jahren freigeben, obwohl er eine Reihe von Splatterszenen enthielt. In der Freigabebegründung schrieb das Gremium: „Der Film enthält einige drastische Gewalt- und Splatterszenen sowie deutliche Verletzungsdarstellungen. Diese sind aber eindeutig übertrieben inszeniert und können von Jugendlichen ab 16 Jahren als Elemente einer ironisch überspitzten Horrorkomödie verstanden werden. Die Einbettung in einen parodistischen Kontext erleichtert zudem eine Distanzierung von den Geschehnissen, sodass keine Beeinträchtigungen für Zuschauer*innen dieser Altersgruppe zu befürchten sind.“ Auf DVD erschien er am 24. Mai 2022.
Der Film setzte insgesamt 2,5 Millionen US-Dollar im US-amerikanischen Box Office um.

## Kritiken
Im Genremagazin Virus schrieb der Rezensent der Film sei „alles in allem“ ein „lustiger Shockrock-Streifen, der nach einem fulminanten Auftakt zwar im Mittelteil etwas durchhängt, dann aber wieder die Kurve kriegt und das Ganze in einem irrwitzigen Splatter-Spektakel zu Ende bringt.“
Das Lexikon des internationalen Films vergab 2,5 von fünf Sternen und schrieb: „Kuriose Hommage ans Horrorkino, die einige gelungene, aber auch manch abgeschmackt-blutige Szenen enthält. Als Darsteller zeigen die Musiker wenig Talent, haben mit ihrem dilettantischen Spiel aber klar stets den augenzwinkernden Kontakt mit ihren Fans im Sinn.“
Auf Filmstarts schrieb Christoph Petersen: „Ein Retro-Horror-Spaß mit einigen überraschend deftigen Splatter-Szenen – wobei man schon Fan von den Foo Fighters und speziell Dave Grohl sein sollte, um bei dem vielen Leerlauf sowie den doch eher hüftsteif vorgetragenen Gags nicht zwischendrin die Lust zu verlieren.“
Der deutsche Rolling Stone schrieb: „Studio 666 ist vielleicht kein cleverer, aber ein lustiger Film von und über Menschen, die ihren Celebrity-Status genießen und als Filmschaffende ihre Grenzen kennen.“